# Bitva u Mikatagahary
Bitva u Mikatagahary (japonsky 三方ヶ原の戦い Mikatagahara no tatakai) byla jedna z nejslavnějších bitev tažení Šingena Takedy a jedna z nejlepších ukázek jeho taktiky založené na využití jízdy.
Šingen Takeda zamířil na jih s cílem zaútočit na Iejasua Tokugawu v jeho pevnostech v Hamamacu. Jeho vojska se setkala s Tokugawou na rozsáhlé pláni zvané Mikata, severně od pevnosti. Podle Kójó Gunkan, soudobé vojenské Takedovy kroniky, přečíslovalo Šingenovo vojsko Iejasuovo vojsko 3 ku 1 a Šingen rozestavil své muže do útvaru gjórin (rybí šupina), který lákal svého protivníka k útoku. Iejasuova vojska byla seřazena do linie, tak mohla lépe využít svých mušketýrů.
Kolem čtvrté hodiny odpoledne začalo sněžit a muškety měly doutnákový zámek s otevřeným zapalováním. Střelné zbraně byly v té době v Japonsku novinkou, předpokládá se, že to byl ten faktor, který zapříčinil nerovnováhu. Iejasu očekával vyšší obranný účinek na Šingenův taktický pokus. Šingen dal příkaz své slavné jízdě; jeho jezdci cválali na střelce a rozdrtili je; někteří z Tokugawových vojáků zůstali na svých pozicích, ale mnoho jich uprchlo nebo bylo zabito.
Šingen pak zastavil tyto přední jednotky a umožnil jim odpočinout si; nový oddíl jezdců vedený Kacujorim Takedou a Masamorim Obatou byl vyslán na pronásledování. Rychle se spojili s hlavními silami Takedovy armády, které pronásledovaly nepřátele při útěku. Iejasu vyslal jednoho svého velitele Tadajoa Okuba s obrovskou zlatou vlající standartou (uma-džiruši), která sloužila jako orientační bod. Následně viděl, že pozornost Takedovy armády se obrátila a jeho obklíčení generálové byli volní. Nacume Jošinobu ho přesvědčil aby utekl; život Iejasua byl příliš důležitý. Jošinobu pak vedl útok na Takedovy linie a byl zabit.
Když se Tokugawa vrátil do pevnosti Hamamacu, měl podle svědectví současníků pouze pět mužů; bitva dopadla špatně. Přesto nařídil, aby brána pevnosti zůstala otevřená a nechal zapálit ohně, aby navedly utíkající armádu do bezpečí. Tadacugu Sakai bubnoval na velký válečný buben, aby podpořil morálku a čest vracejících se mužů. Tato taktika se jmenuje "strategie prázdné pevnosti". Když Takedův předvoj, vedený Nobuharuem Babou a Masakagem Jamagatou, uslyšel bubny, viděl ohně a otevřenou bránu, domníval se, že Tokugawa nastražil léčku a tak se zastavil a utábořil na noc. Kdyby pokračoval, mohl obsadit pevnost.
V noci malá skupinka Tokugawových bojovníků zaútočila na Takedův tábor a přinutila je ustoupit do rokle, kde zůstali bezmocní. Takeda ustoupil následující ráno.